# فیزیولوژی پرندگان
فیزیولوژی پرندگان کتابی از پی.دی. استورکی است که در سال ۱۳۷۴ منتشر و در مراسم کتاب سال جمهوری اسلامی ایران به‌عنوان کتاب برگزیده معرفی شد.